# Gagarinskaja (metrostation Samara)
Gagarinskaja (Russisch: Гагаринская) is een station van de metro van Samara. Het station werd geopend op 30 december 1993 en was tot 2002 het westelijke eindpunt van de enige metrolijn in de stad. Het metrostation bevindt zich ten oosten van het stadscentrum, onder de kruising van de Gagarinskaja Oelitsa (Gagarinstraat) en de Revoljoetsionnaja Oelitsa (Revolutiestraat). De bouw van het station begon reeds in 1988, maar door het uiteenvallen van de Sovjet-Unie kon het pas vijf jaar later in gebruik genomen worden.
Het station is ondiep gelegen en beschikt over een perronhal met zuilengalerijen. De inrichting van Gagarinskaja is in overeenstemming met de naam van het station opgedragen aan de ruimtevaart. Donkerblauwe mozaïeken op de wanden langs de sporen verwijzen naar dit thema, evenals de stervormige doorsnede van de zuilen en de verlichting aan het plafond, die associaties oproept met een sterrenhemel.
Tot de opening van Rossiejskaja (in december 2007) werd tussen Gagarinskaja en Moskovskaja een pendeldienst onderhouden, omdat het laatstgenoemde station niet over keerwissels beschikt. De passagiers moesten in station Gagarinskaja uitstappen, waarna de trein achter het station van richting wisselde en op het andere spoor terugkeerde. Deze trein reed vervolgens over het linkerspoor naar Moskovskaja. Bij terugkeer in station Gagarinskaja moesten de reizigers opnieuw van trein wisselen om hun reis te vervolgen. Met de ingebruikname van station Rossiejskaja, waar wel een volwaardige keermogelijkheid bestaat, begon de normale dienstuitvoering ten westen Gagarinskaja.
Station Gagarinskaja is gepland als overstapstation voor een toekomstige derde metrolijn. Boven het midden van het perron is hiertoe al een nu nog ongebruikte verbindingsgang aanwezig.